# منتج أغاني
منتج أغاني أو منتج موسيقى هو فرد يعمل في صناعة الموسيقى، له العديد من الأدوار خلال عملية التسجيل، وقد تختلف الأدوار من منتج لأخر. تتمحور مهمته في الإشراف وإدارة التسجيلات وإنتاجات الفرق الموسيقية وحتى الأداء الموسيقى من تسجيل أغنية إلى تسجيل ألبوم كامل.
فالمنتج يملك العديد من الأدوار مثل جمع الأفكار للمشروع، ٱختيار الأغاني أو الموسيقيين، تدريب الموسيقيين والفنانين في الاستوديو، مراقبة جلسات التسجيل، والإشراف على عملية الإنتاج برمتها. وقد يأخذ المنتجين غالبا أدواراً أوسع مثل المسؤولية عن الميزانية، الجدولة، والمفاوضات.

## أنواع المنتجين
حاليا يوجد نوعين من المنتجين في صناعة الموسيقى وبأدوار مختلفة وهما:المنتج المنفذ والمنتج الموسيقى، في حين أن المنتج التنفيذي يشرف على الشؤون المالية للمشروع، فإن المنتج الموسيقى يشرف على خلق الموسيقى.